# Naruto
|  | Aquest article tracta sobre la sèrie manga i anime. Vegeu-ne altres significats a «Naruto (desambiguació)». |

Naruto (ナルト) és un manga creat per Masashi Kishimoto i posteriorment adaptat a l'anime per Hayato Date que narra les aventures d'un ninja adolescent hiperactiu anomenat Naruto Uzumaki, que aspira a convertir-se en l'Hokage de la Vila de la Fulla (Konoha) perquè tothom reconegui la seva vàlua. La sèrie està basada en un one shot del mateix Kishimoto que realitzà l'agost de 1997 per la revista Akamaru Jump.
El 1999, Naruto començà a ser publicat per l'editorial Shūeisha en l'edició japonesa Shonen Jump, el qual s'ha recopilat en 72 volums. L'èxit del manga va fer que la seva trama fos adaptada a l'anime produït per l'Studio Pierrot i distribuït per Aniplex, el qual va ser emès pel canal de televisió terrestre TV Tokyo el 3 d'octubre de 2002. La primera temporada va durar 220 episodis, mentre que la continuació Naruto: Shippūden inicià emissions el 15 de febrer de 2007 finalitzant el 23 de març del 2017. A més, l'Studio Pierrot ha produït 10 pel·lícules al costat de diverses OVA basades en Naruto. Altres peces de marxandatge inclouen un conjunt de novel·les lleugeres, videojocs i cartes col·leccionables desenvolupats per diferents empreses.
La sèrie s'emet en català al canal SX3 de Televisió de Catalunya.
Tant el manga com l'anime han assolit una distribució notable a l'estranger, sent publicat en més de 23 països i transmès en més de 60, respectivament. Planeta DeAgostini publicà el manga tant en català com en castellà a Catalunya i Espanya, fins a final de 2012 llicències de Glénat/EDT. El 2024 Planeta Cómic va començar a editar una edició 3 en 1 del manga anomenada Naruto Jump Remix, la qual es va publicar també en català. El retard que comportaven la traducció i adaptació en el moment que es publicava, en va fomentar distribució per Internet (mitjançant scanlation i fansubs) al cap de poc d'aparèixer al Japó, amb la qual cosa l'obra es difonia molt abans que fos traduïda oficialment en altres països.
Naruto va haver venut més de 250 milions de còpies fins al 2019; va arribar a ser el tercer manga més venut de la història. Igualment, l'adaptació anglesa aparegué en la llista dels millors llibres de tots els temps del diari USA Today (el 2006, el volum 11 va guanyar els Premis Quill). Naruto fou també el tercer manga més venut el 2007 de Shūeisha, sent superat únicament per One Piece i Nana, mentre que el 2008 va ser el segon manga més venut al Japó, només superat per One Piece. En el rànquing dels millors 100 animes 2006 de TV Asahi (segons una enquesta japonesa en línia), Naruto va arribar al dissetè lloc.
Es tracta d'un dels mangues més parodiats avui en dia, amb versions com ara Raruto, Haruto o Joputo (aquest últim d'autor català).

## Introducció a l'argument
Dotze anys abans dels fets de l'obra, el Kyûbi (el dimoni de les nous cues) ataca Konoha, la Vila Oculta de la Fulla. El poder d'aquest dimoni era tan gran, que per poder-lo aturar, el mateix 4t Hokage va haver de donar la seva vida per segellar-lo en el cos d'un nen acabat de néixer i així salvar la vila, aquest nen era en Naruto Uzumaki.
Per ordre del tercer Hokage, ningú pot parlar sobre aquell succés i la relació que hi ha entre en Naruto i el Kyûbi, però tot i així la gent l'ignora i en certa manera el rebutgen com si ell fos el mateix Kyûbi, provocant que la seva infància sigui molt trista i solitària sense amics ni familiars. Tot i així la seva vida canvia quan aconsegueix graduar-se com a ninja gràcies al Kage Bunshin no Jutsu (tècnica de la multiplicació de cossos) i l'Iruka Umino, el seu mestre, el reconeix.
Posteriorment en Naruto entra a formar part del grup set amb companyia d'en Sasuke Uchiha i la Sakura Haruno com a companys i d'en Kakashi Hatake com al seu mestre. Els tres alumnes a mesura que van fent missions es van fent més forts i van aprenent tècniques noves.

## Producció
L'agost de 1997, el mangaka Masashi Kishimoto es trobava treballant en un one-shot (còmic d'un sol capítol), titulat Naruto, per a la revista Akamaru Jump. Tot i que va atreure un nombre considerable de lectors després del seu llançament, Kishimoto va revelar que treballaria en un nou manga anomenat Karakuri, amb la qual participaria pel premi Hop Step. Això no obstant, insatisfet pels mals resultats del projecte, decidí enfocar-se en Naruto. Quan un entrevistador li va preguntar a Kishimoto si tenia un missatge per a la seva audiència anglòfona, respongué:
| « | A vegades penso que Naruto és massa japonès, amb tots aquests chakres i segells, però quan vostès ho llegeixin trobaran que és divertit. | » |

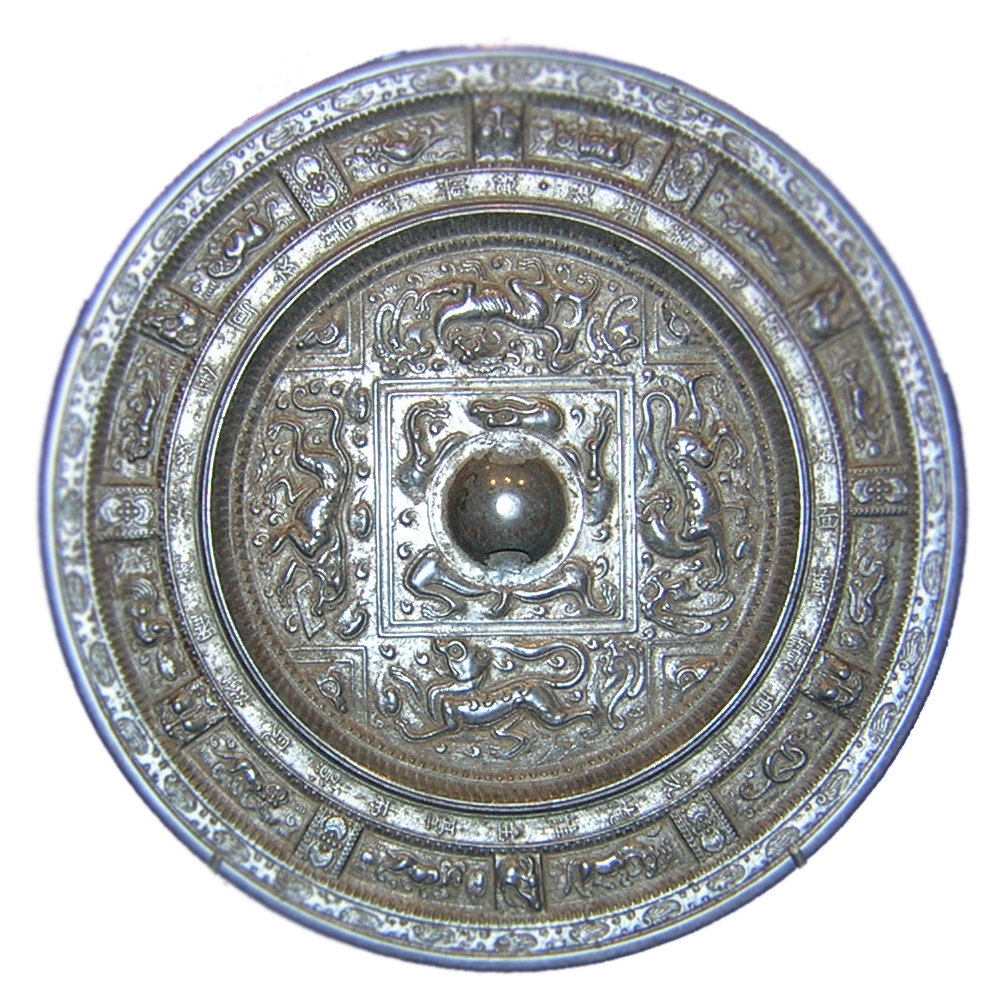
L'astrologia xinesa està basada en dotze cicles anuals d'animals, cadascun associat amb cinc possibles elements (aigua, fusta, foc, metall i terra). Kishimoto decidí introduir part d'aquesta tradició en Naruto, en sentir que posseeix una gran influència històrica en el Japó.

Inicialment, Kishimoto considerava la trama com un altre manga Shonen amb influències pròpies del gènere, de manera que per diferenciar-la decidí crear personatges tan autèntics com fos possible. La separació dels personatges en diferents equips li brindà l'oportunitat d'associar a cada grup amb una personalitat específica. Per a això, va imaginar primerament les qualitats de cada personatge amb les quals aniria integrant a cada equip. Al final, només alguns personatges van arribar a tenir una gran quantitat de característiques mentre que altres tenen un únic talent predominant sobre la resta. Pel que fa als dolents, Kishimoto sentia que aquests havien de tenir cert contrapunt als valors morals dels protagonistes. En admetre que sempre ha prestat molta atenció en les actituds, aspectes que considera fonamentals per a la creació dels personatges, ha esmentat també que ell «no pensa realment en la forma que es duran a terme els combats entre ells». El procés que segueix per a dibuixar els seus personatges consta de cinc passos: concepte i esbós, redacció, entintat, ombrejat i colorit. Aquest últim consisteix a il·lustrar la portada del volum recopilatori setmanal de Shonen Jump. En alguna ocasió es va afirmar que el conjunt d'eines que utilitza per a això tendeix a canviar.ar-lo per a mantenir un nivell de «neteja indispensable».
Kishimoto afegí que, com que Naruto ocorre en un «món imaginari japonès», va haver de «posar certes regles a través d'un model sistemàtic per poder fer que la història progressés fàcilment». A més, assegurà que havia introduït l'astrologia xinesa, ja que aquesta té una llarga influència al Japó; a la mateixa es deuen els segells de mà zodiacals. Quan estava dissenyant el manga, es va concentrar principalment en els plànols inicials per la Vila Oculta de la Fulla, l'escenari principal de la sèrie. Després de revelar que aquests dissenys van ser creats «espontàniament», va admetre que es va inspirar en la seva llar, ubicat a la prefectura d'Okayama, per crear el paisatge. Sense haver determinat un període específic per a la trama, Kishimoto va incloure diversos elements contemporanis, sobresortint les botigues de conveniència. A manera de referència, al·ludí a la seva investigació sobre la cultura japonesa, material a partir del qual va basar tot el seu treball. Exemple d'això resultà en la quantitat d'etimologies representades pels noms dels personatges. Quant a la tecnologia, Kishimoto esmentà que en Naruto mai inclourà algun dispositiu de projectils, encara que potser agregaria automòbils, avions i ordinadors de processament lent (de vuit bits). Finalment, ha declarat que ja té una idea visual de l'últim capítol de la sèrie, fins i tot del text i de la història. No obstant això, adverteix que encara falta temps perquè Naruto finalitzi, «atès que encara hi ha moltes coses de l'argument que necessiten ser resoltes».

## Argument de la sèrie
Naruto és una sèrie d'anime i manga que va ser creada el 1997 per Masashi Kishimoto. Argument:
Aquesta comença a una vila anomenada Konoha. Aquesta vila està ocupada per ninjas que el que fan és protegir-la d'atacs d'altres viles. La història comença amb un nen petit anomenat Naruto, al qual li varen tancar una bèstia dins anomenada Kyûbi. Aquesta bèstia va ser tancada a dins seu, ja que atacava la vila i era un perill mortal per tothom. Naruto en fer-se gran va començar a entrenar-se com a ninja i volia ser el millor de tots, per així aconseguir ser "Hokage" que era el cap més important de tota la vila, era el que ho comandava tot i el que menava missions als joves. Quan Naruto va començar els seus entrenaments com a ninja se li va associar a un equip de 3, format per: Sasuke Uchiha i Sakura Haruno i el seu cap era en Kakashi Hatake. Amb el pas del temps se'ls hi anava associant missions cada vegada més perilloses i de més alta importància i es van fent cada vegada més i més amics entre ells. Un dia Sasuke decideix deixar al grup i anar-se'n amb un altre entrenador el qual era malvat i el menyspreaven i fins i tot el van arribar a fer fora, tot això per fer-se més fort, ja que deia que amb el grup en el qual es trobava, no es faria gaire més fort. Quan en Sasuke se'n va anar i en Naruto i na Sakura se'n van assabentar, van decidir cercar-lo, ja que va ser una promesa que li va fer en Naruto a na Sakura. Van passant els anys i no el troben, fins que a la seva primera trobada, Sasuke li va dir que el mataria per poder aconseguir el seu poder absolut. Sasuke i Naruto varen tenir una baralla molt llarga fins a la mort. Al final de la lluita, els dos personatges varen quedar fets pols quasi morts. Quan Naruto es va despertar va veure que al costat seu no hi havia el seu company Sasuke. Ara la història continua amb en Naruto, na Sakura i un nou company que va amb ells anomenat Sai, cerquen a en Sasuke per dur-lo de tornada a la seva vila. Fins ara la història continua i els dos personatges es van fent cada vegada més i més forts i van aconseguint més mèrits. Ara per ara, Naruto i Sakura, encara cerquen a en Sasuke, el qual va adquirint poders extraordinaris.

## Aspectes de la sèrie

### Graus ninges

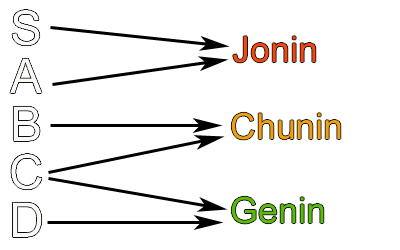
Diagrama de missions.

La sèrie Naruto té un gran nombre de personatges on la seva gran majoria són ninges. Abans de poder-ho ser s'han de graduar en l'acadèmia ninja on es dona el grau de genin, un cop aconseguit, els estudiants es divideixen en grups de tres i se'ls assigna un ninja experimentat (un jonin) perquè els faci un altre examen el qual té unes estadístiques d'un 66% d'abandonament. Passat l'examen ja es poden considerar ninges i se'ls atorga missions, en cas contrari han de tornar a l'acadèmia.
Dins dels ninges hi ha tres rangs principals:
- Els genins són els ninges de rang més baix, es dona quan un ninja es gradua a l'acadèmia, comencen fent missions de nivell D les quals són coses tan simples com buscar un gat perdut o cuidar a un nen. Si són més experimentats, poden fer missions de grau C on poden lluitar contra bandolers però mai contra un altre ninja.
- Els chūnins són els ninges de grau mitjà i són els encarregats de fer les missions de nivell C o B, les de nivell B són iguals que les C però en aquests enfrontaments poden haver-hi ninges.
- Els jōnins són els ninges experimentats i els encarregats d'efectuar missions de nivell B, A i alguna vegada de classe S. Les missions de classe A són les que es donen ordres de matar una persona important o un altre ninja de gran poder, mentre que les de classe S, estan destinades aquells ninges més experimentats i on se'ls demana que matin a un fugitiu molt perillós (Com poden ser els d'Akatsuki) o altres assumptes de complicació extrema.
- Els anbu són els ninges d'elit, aquests es caracteritzen per anar amb una màscara blanca amb forma d'animal, totes les missions d'aquests ninges són de màxim nivell i són els encarregats de manar sobre la resta de ninges sempre que sigui necessari.

A part d'aquests rangs hi ha d'altres especials com: 
- Els sannin que és un títol que els van donar al grup format per: en Jiraiya, l'Orochimaru i la Tsunade, aquest tres ninges ja van demostrar en el seu moment ser extremadament forts i per això els van atorgar aquest rang honorífic (ja que no el té ningú més) que dona a conèixer que són els més forts de la vila per sota l'Hokage.
- El kage és el rang màxim que pot assolir un ninja i és el cap de la vila, per tant només pot haver-hi un kage en una vila en el mateix moment. Segons la vila que sigui aquest rep un nom o un altre: al País del Foc es diu Hokage; al País del Vent, Kazekage; al País de la Roca, Tsuchikage; al País de la Boira, Mizukage i en el País dels Núvols es diu Raikage.

### Sistema de govern
Els països operen com a entitats polítiques separades, governades per senyors feudals. Dins de cada país hi ha la vila oculta (隠れ里). La vila oculta ve a ser la capital i controla l'eix central de l'economia del país mitjançant la formació de nous ninges per utilitzar-los en la realització de missions. El kage és l'encarregat d'organitzar les missions i assignar-les, el ninja d'una vila oculta també serveix com a força militar per al país d'origen. Cal esmentar que els líders de les viles ocultes estan en la mateixa posició que els líders dels seus països respectius. En la trama, hi ha fins a cinc grans països amb els seus respectius kages: el País del Vent, el País del Foc, el País de la Roca, el País de la Boira i el País dels Núvols (coneguts íntegrament com les «Cinc Grans Nacions Shinobi»). Aquests països són els més poderosos en el món de Naruto, essent governats per un senyor feudal, mentre que els líders de les viles ocultes en aquests països ostenten el títol de Kage. S'han nomenat altres nacions aparentment més petites en el manga i l'anime, però les seves dades encara no han estat del tot revelats.

### Alteracions de la naturalesa del txakra

Jerarquia dels tipus de txakra.

Hi ha cinc tipus bàsics d'alteracions de la naturalesa del txakra: foc, vent, llampec, terra i aigua. Aquests cinc tipus d'alteracions són els que donen nom a les cinc grans nacions.
El txakra de cada ninja és afí a una d'aquestes alteracions, tot i que els ninges més experimentats poden dominar més d'un tipus de naturalesa. Combinant dues naturaleses de txakres es pot obtenir una nova manipulació com és el cas per exemple d'en Yamato que pot combinar l'aigua i la terra i manipular la fusta. Aquests cinc tipus d'alteracions són els que donen nom a les cinc grans nacions.
La jerarquia dels txakres és un cercle tancat, un atac de foc per exemple té força davant d'un atac de vent però és dèbil davant un d'aigua.

Els següents personatges tenen afinitat per les següents alteracions:
- Foc: Clan Uchiha, Sandaime, Jiraya, Aoba Yamashiro, Anko Mitarashi, Roushi.
- Vent: Asuma Sarutobi, Gaara, Naruto Uzumaki, Temari, Haku.
- Llampec: Kakashi Hatake, Killerbee, Sasuke Uchiha, Raiga Kurosoki.
- Terra: Yamato, Shodaime, Deidara, Jiraya, Roushi, Jirobo.
- Aigua: Yamato, Haku, Kisame Hoshigaki, Nidaime, Shodaime, Zabuza, Suigetsu.

## Personatges

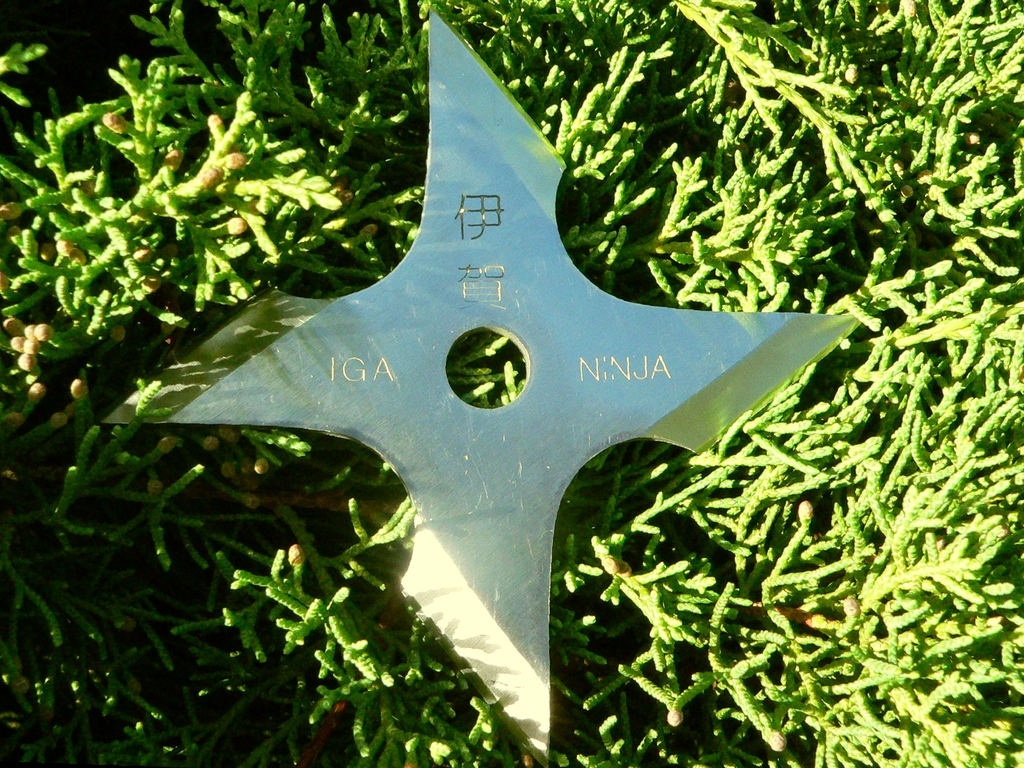
La influència de guerrers ninja va ser indispensable per crear els diferents personatges que apareixen a la sèrie, però les seves habilitats varien, ja que el seu ensinistrament es basa en un conjunt de disciplines de combat, a més d'interactuar amb la seva energia interna (Txakra). A la il·lustració, un Shuriken utilitzat simbòlicament com a arma ninja.

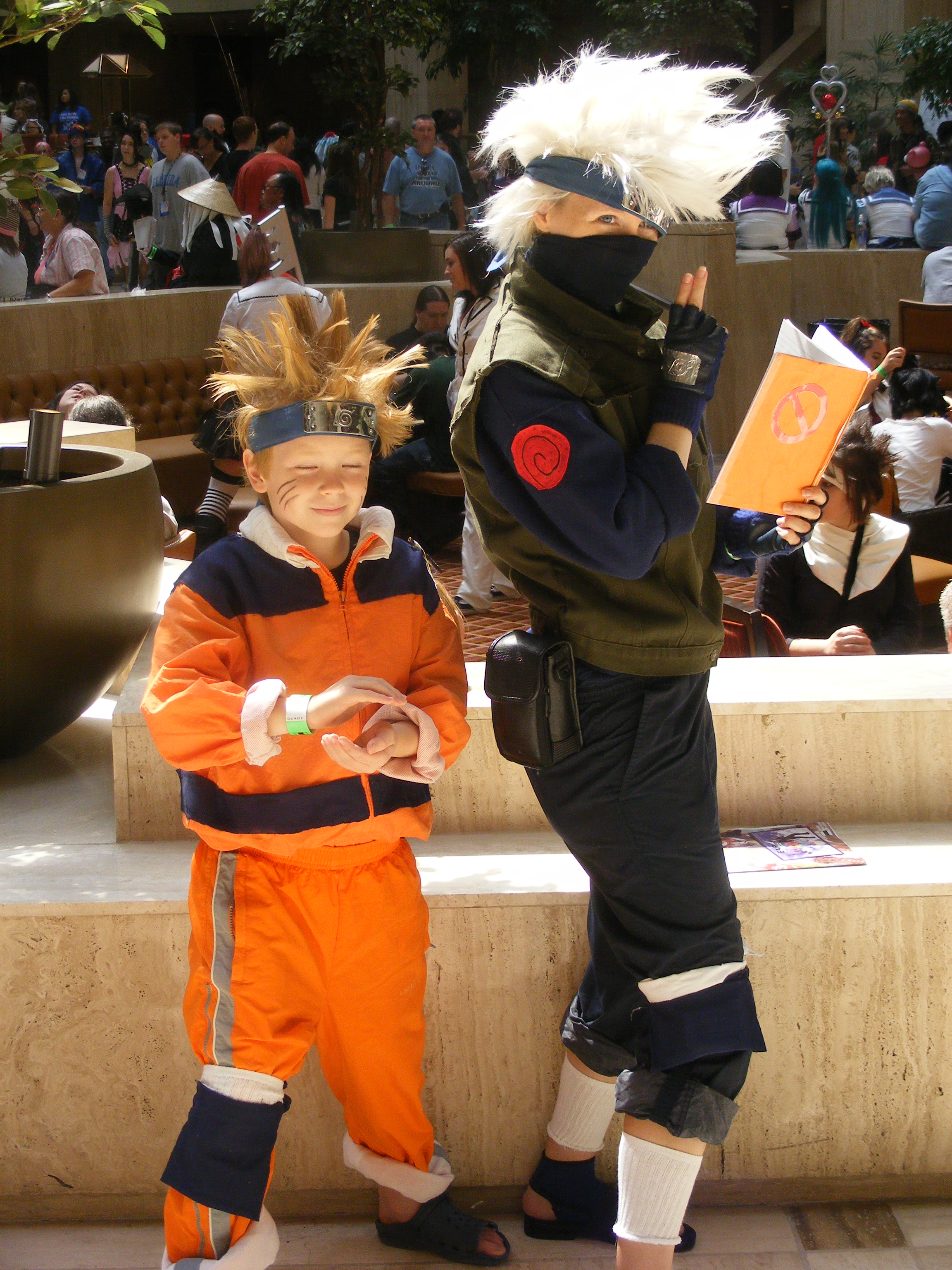
Persones disfressades de Naruto i Kakashi

- Naruto Uzumaki (うずまきナルト): És el protagonista de la sèrie. És un jove ninja de Konoha de caràcter espontani i impredictible.[20] Els seus companys de grup (a l'inici de la història) són en Sasuke, la Sakura i en Kakashi. Aquest últim és el seu mestre.,[30] el grup però canvia al llarg del manga, ja que en Sasuke abandona la vila.[33] La seva màxima ambició és arribar a ser Hokage per així obtenir el reconeixement de tots. El seu nom traduït al català fa referència a un condiment del ramen anomenat Kamaboko i el seu cognom (Uzumaki) significa espiral. Més endavant, en Naruto es converteix en l'aprenent d'en Jiraiya.[34]
- Sakura Haruno (春野サクラ): El seu nom traduït al català vol dir Sakura: Botó de Cirerer i Haruno: Camp de Primavera o primaveral. És l'única noia de l'equip. Inicialment està enamorada de Sasuke i menysprea a Naruto, però al llarg de la sèrie la seva actitud va canviant i el reconeix com amic.[30] Al final de la primera temporada es converteix en aprenent de la Tsunade, amb qui aprèn tècniques curatives ninga.[35]
- Sasuke Uchiha (うちはサスケ): En Sasuke procedeix del famós Clan Uchiha, un dels més antics i poderosos clans de Konoha. Va ser un dels tres integrants del grup 7, dirigit per en Kakashi Hatake, junt amb en Naruto Uzumaki i la Sakura Haruno.[30] Al principi té en Naruto per un imbècil, però progressivament el va convertint en el seu millor amic i rival, ja que tots dos van passar una dura infància. En Sasuke està obsessionat per matar a una persona fent que tota la seva vida giri al voltant d'ell.[36][37]
- Kakashi Hatake (はたけカカシ): És el mestre dels tres personatges mencionats anteriorment. El que més destaca d'en Kakashi és el seu cabell, color blanc grisenc, i la forma en la qual cobreix part del seu rostre: per un costat, oculta el seu ull esquerre amb el protector ninja de Konoha, mentre que oculta la seva boca amb una màscara.[30] El seu protector amaga un ull que originàriament no li pertany: el Sharingan. A Kakashi Gaiden es mostra que va ser un regal del seu company d'equip Obito Uchiha, original posseïdor d'aquest ull, abans de quedar enterrat per les roques.[38] A causa d'aquest ull, en Kakashi rep el sobrenom de Ninja Còpia.[39] És considerat un ninja prodigi, ja que es va convertir en chunnin als 6 anys i després en jounin als 13.
- Zabuza Momochi, sobrenomenat el "Dimoni de la boira", és un enemic. A la vila oculta de la boira hi havia unes normes molt estrictes de graduació, s'havien de matar entre els companys amb batalles a mort (va matar a tots sense compassió) Zabuza es convertiria en un dels set espadatxins shinobi de la boira.

Altres personatges del manga: Hiruzen Sarutobi (3r Mestre Hokage), Iruka Umino, Tsunade, Jiraya, Asuma Sarutobi, Shikamaru Nara, Ino Yamanaka, Choji Akimichi, Kurenai Yūhi, Hinata Hyūga, Kiba Inuzuka, Shino Aburame, Maito Gai, Konan, Nagato, Madara Uchicha, Kushina Uzumaki, Mito Uzumaki, Neji Hyūga, Rock Lee, Tenten, Baki, Gaara del Desert, Kankurō, Temari, Orochimaru, Kabuto Yakushi, Dosu Kinuta, Abumi Zaku, Tsuchi Kin, Konohamaru, Minato Namikaze (4t Mestre Hokage), Hagoromo Otsutsuki (Sabi dels 6 Camins), Zetsu 
, Gaara del Desert, Yamato, Sai, Kyuubi/Kurama (9 cues), Ebisu, Touri Mizuki, Sasori, Deidara, Hidan, Itachi Uchiha, Kakuzu, Kisame Hoshigaki, Líder d'Akatsuki, Tobi/Obito Uchicha, Zabuza Momochi, Iaia Chiyo, Pein, Killer Bee, Hashirama Senju (1r Mestre Hokage), Tobirama Senju (2n Mestre Hokage), Shishui Uchicha.

## Contingut de l'obra

### Manga
El manga Naruto va ser publicat per primera vegada el 1999 per l'editorial japonesa Shūeisha en l'edició número 43 de la revista Shonen Jump, continuant des de llavors la seva publicació amb un nou capítol per setmana. Els primers 432 episodis es troben recopilats en 46 volums, el primer va ser llançat el 3 de març de 2000 i l'últim ho va fer l'1 de maig de 2009. Els primers 238 capítols són coneguts com la «primera part »i constitueixen l'inici de la cronologia de Naruto, mentre que els números 239 a 244 comprenen una sèrie Gaiden enfocada principalment a la joventut de Kakashi Hatake. Tots els capítols subseqüents corresponen a la «segona part» que continua la narració original. Diversos d'aquests volums inclouen anime i còmics de cada una de les pel·lícules de Naruto, publicats també per la mateixa empresa.

L'adaptació anglesa és realitzada per Viz Media, publicant la versió nord-americana de la revista Shonen Jump. Per tal de compensar la diferència entre les adaptacions del manga japonès i anglès, Viz Media anuncià la campanya Naruto Nation, on es va posar en circulació tres volums dins d'un període relatiu a un mes, a final de 2007. Cammie Allen, representant d'aquests productes, va comentar que: 
| « | La nostra principal raó (pel calendari accelerat) va ser posar-nos al dia amb el calendari de llançament japonès per donar als nostres lectors una experiència semblant a la dels nostres lectors al Japó. | » |

 A Catalunya el manga va arribar per primer cop en català l'1 de juny de 2006 a mans de l'editorial Glénat/Editores de Tebeos, la qual es va encarregar del manga fins al volum 54, moment en què va passar a Planeta DeAgostini/Planeta Cómic. Aquesta editorial finalment va acabar la publicació del manga i fins i tot va reeditar-ne tots els volums antics. Al 29 Manga Barcelona, Planeta va anunciar que faria una reedició del manga 3 volums en 1 anomenada Naruto Jump Remix, la qual es va començar a publicar el 3 d'abril de 2024.

### Anime
L'anime segueix l'argument introduït en el manga, amb només algunes modificacions menors com la disminució de la violència i l'extensió de certs continguts. Igual que els volums recopilatoris del manga, la sèrie d'anime compta amb dues parts. La primera (Naruto) que s'inicià el 3 d'octubre de 2002, i la segona (Naruto: Shippūden) que es començà a emetre el 15 de febrer de 2007.
Taula amb els canals de televisió (sense comptar plataformes) de diferents països en els quals s'emet l'anime o s'ha emès:
| País         | Canal de televisió                 | Episodis emesos |
| ------------ | ---------------------------------- | --------------- |
| Japó         | TV Tokyo                           | 454             |
| Alemanya     | RTL II                             | 435             |
| França       | Cartoon Network, France 3, GameOne | 428             |
| Itàlia       | Italia 1, Hiro                     | 376             |
| Espanya      | Animax, Telecinco (Boing)          | 331             |
| Estats Units | Disney XD                          | 317             |
| Catalunya    | SX3                                | 104             |

#### Naruto
| Equip                    | Naruto | Naruto: Shippūden               |
| ------------------------ | --- | ------------------------------- |
| Director                 | Hayato Date | Hayato Date                     |
| Creador original         | Masashi Kishimoto | Masashi Kishimoto               |
| Composició               | Atsushi Wakabayashi Chiyuki Tanaka Hayato Date Hidehito Ueda Hiroki Kawashima Masahiko Murata Mitsutaka Noshitani Noriyuki Matsutake Rion Kujo Ryo Yasumura Shigenori Kageyama Shinji Satoh Takaaki Ishiyama Toshiya Niidome Toshiyuki Tsuru | Junki Takegami Satoru Nishizono |
| Guió                     | Yuka Miyata | Yuka Miyata                     |
| Guió                     | Akatsuki Yamatoya Junki Takegami Katsuyuki Sumisawa Kou Hei Mushi Michiko Yokote Satoru Nishizono Shin Yoshida Yasuyuki Suzuki, |                                 |
| Banda sonora             | Toshio Masuda | Yasuharu Takanashi              |
| Disseny dels personatges | Hirofumi Suzuki, Tetsuya Nishio | Hirofumi Suzuki, Tetsuya Nishio |

Dirigida per Hayat Date i produïda per l'Studio Pierrot, al costat de TV Tokyo, l'adaptació a l'anime de Naruto s'estrenà al Japó el 3 d'octubre de 2002. Amb un total de 220 episodis, la primera part finalitzà les seves transmissions el 8 de febrer de 2007. Els primers 135 episodis van ser adaptats a partir dels primers 27 volums del manga, mentre que la resta (85 episodis) són relats de farciment que utilitzen elements inèdits que no apareixen en el manga. Al seu torn, aquesta part de l'anime relata les aventures de Naruto Uzumaki al costat de la Sakura Haruno, en Sasuke Uchiha i el seu sensei Kakashi Hatake (tots junts formen l'equip 7), mentre compleixen amb certes missions ninges i serveixen a la Vila Oculta de la Fulla, fins arribat el moment que en Sasuke és convençut per l'Orochimaru amb set de venjança pel seu germà, qui va acabar amb tot el seu clan abandona Konoha per fer-se més fort tot i ser un ninja renegat. Al Japó, Aniplex és qui distribueix la sèrie en DVD a la Regió 2. D'altra banda, Viz Media té la llicència per a la distribució a la Regió 1.
L'adaptació anglesa de l'anime fou estrenada el 10 de setembre de 2005, transmesa en el bloc nord-americà Toonami de Cartoon Network. Al Canadà, aquesta versió és transmesa com a part de Bionix al canal YTV, mentre que al Regne Unit és a través de Jetix. El 28 de març de 2006, la sèrie fou llançada en format DVD per Viz Media per als països esmentats. Cal ressaltar que els primers 26 volums contenen 4 episodis, mentre que el número 27 conté 5 episodis. Les edicions incompletes han estat compilades en box sets, contenint cadascun entre 12 i 15 episodis, amb alguna variació depenent dels fils argumentals de la trama. En l'emissió per Amèrica, les referències a l'alcohol, la cultura japonesa, insinuacions sexuals, i fins i tot la sang i la mort, de vegades s'editen per a la seva emissió, però s'ignora aquesta en les edicions per a DVD. Una altra cadena que també ha editat contingut addicional és Jetix, a partir de l'edició d'algunes escenes sagnants, així com l'idioma original, el tabac i altres temàtiques similars. La sèrie també ha estat llicenciada pels llocs web Hulu i Joost, amb la finalitat de transmetre en línia els episodis en japonès amb subtítols en anglès.
El 10 de desembre de 2022 la distribuïdora Selecta Visión va anunciar al saló Manga Barcelona el doblatge de Naruto al català. Els primers episodis doblats al català es van estrenar el 3 de juliol de 2023 a la plataforma AnimeBox.
El canal SX3 va anunciar el 7 de desembre de 2023, durant el Manga Barcelona, que emetria la sèrie doblada al català a partir del 13 de desembre. El mateix dia 7 es va projecte el primer capítol al canal.

#### Naruto: Shippūden
Naruto: Shippūden (ナルト疾風伝, Naruto: Cròniques de l'Huracà), és la seqüela de Naruto, basada a partir dels successos relatats a partir del volum 28 del manga. Després d'entrenar durant dos anys i mig amb Jiraiya, Naruto Uzumaki torna a la Vila Oculta de la Fulla, on es reuneix amb els seus vells amics per tornar a conformar l'Equip 7, ara reanomenat «L'equip d'en Kakashi». Davant l'absència de Sasuke, en Sai pren el lloc vacant del grup. En aquesta continuació, els companys de Naruto han madurat respecte al seu acompliment previ, millorant la majoria d'aquests en el seu nivell. Contrari a la sèrie original, on només té un paper secundari, l'organització Akatsuki assumeix el paper antagònic principal en Shippūden, buscant com a objectiu principal la captura de tots els poderosos monstres Biju.
La seva estrenada va ser el 15 de febrer de 2007 a TV Tokyo; a causa del fet que la sèrie continua emetent-se al Japó, la filipina ABS-CBN (primera cadena a emetre la sèrie fora del Japó) ha transmès només els primers quaranta episodis. Igual que va passar amb Naruto, TV Tokyo anuncià el seu interès a transmetre episodis inèdits per Internet a principis de 2009. Cada episodi de streaming està disponible en línia després d'una hora d'haver estat estrenat al Japó, inclosos subtítols en anglès. Durant el mateix període, Viz Media confirmà que estrenaria, en endavant, la sèrie als Estats Units.
El desembre de 2024 Selecta Visión va anunciar al saló Manga Barcelona el doblatge de Naruto: Shippūden al català. Finalment, el primer arc de la sèrie, «Missió del rescat del Kazekage», va arribar en català a la plataforma Anime Box el 20 de maig de 2025.

#### Banda sonora
La banda sonora de Naruto va ser composta per Toshio Masud. La primera compilació, titulada Naruto Original Soundtrack, va ser llançada el 3 d'abril de 2003 i conté 22 melodies introduïdes en la primera temporada de l'anime. El segon repertori, Naruto Original Soundtrack II, aparegué al mercat el 18 de març de 2004, amb un total de 19 temes musicals. Un any després, sortí Naruto Original Soundtrack III, el contingut abasta 23 pistes.
Addicionalment, una sèrie de dues recopilacions que contenen tots els openings i endings de la sèrie (Naruto: Best Hit Collection i Naruto: Best Hit Collection II) van ser llançats el 17 de novembre de 2004 i el 2 d'agost de 2006, respectivament. De la musicalizació completa, vuit temes foren seleccionats per al seu llançament en format CD sota el nom Naruto in Rock-The Very Best Hit Collection Instrumental Version. L'anterior va ser llançat el 19 de desembre de 2007. A més, cada una de les tres pel·lícules de la primera sèrie anime té una banda sonora que va ser llançada de forma simultània a l'estrena de la seva corresponent. Existeix també una sèrie de CD drames que contenen la veu original dels actors que representen els personatges de Naruto.
Pel que fa a Naruto: Shippūden, el repertori musical va ser compost per Yasuharu Takanashi. La primera recopilació (Naruto Shippūden Original Soundtrack) va ser llançada el 9 de desembre de 2007, mentre que el següent conjunt, Naruto All Stars, tingué com a data de llançament el 23 de juliol de 2008. Aquesta darrera consta de deu cançons originals de Naruto, les quals van ser cantades pels personatges de la sèrie. Igual que la seva predecessora, les dues pel·lícules d'aquesta continuació també tenen les seves pròpies bandes sonores. Així, la primera va tenir el seu debut l'1 d'agost de 2007 i la segona el 30 de juliol de 2008.

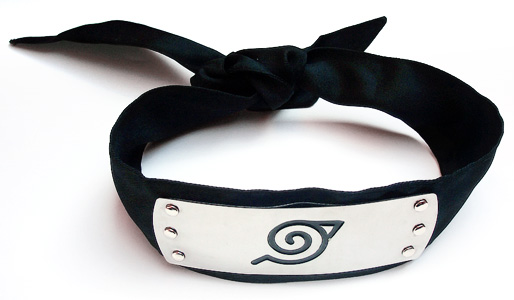
La indumentària de Naruto Uzumaki està basada en la roba que usava Kishimoto quan era més jove. A causa del fet que el personatge freqüentment és relacionat amb l'espiral, certs patrons de línies corbes van ser introduïdes en la seva vestimenta. El color taronja de les seves peces es deu al fet que Kishimoto va determinar que era el més adequat per combinar-lo amb el blau.

#### Animacions originals
A Naruto, hi ha un total de tres animacions originals en vídeo (conegudes com a OVAs) i una animació original (inclosa en una de les pel·lícules). Les dues primeres OVAs, «Naruto: A la recerca del trèvol carmesí de 4 fulles» i «Naruto: Batalla en la cascada oculta: jo sóc l'heroi!», Es van emetre a les Jump Festa el 2003 i el 2004, respectivament, per després ser llançades en format DVD. La traducció a l'anglès de la segona OVA va ser llançada per Viz Media el 22 de maig de 2007. La tercera OVA, «Naruto: Torneig de Combats Mixtos!», va ser llançada a manera de material addicional de l'edició japonesa de Naruto: Ultimate Ninja 3, en format de videoclip per a la videoconsola Play Station 2. L'animació original, «El festival esportiu de Konoha», és un curtmetratge introduït originalment en la primera pel·lícula de Naruto. Hi ha també una característica especial inclosa en el setè DVD de Naruto: Shippūden, la qual està basada en el segon ending de la sèrie. Aquesta va ser nomenada «Huracà! Cròniques de l'Acadèmia de Konoha».

#### Pel·lícules
La sèrie ha donat lloc a deu pel·lícules: les tres primeres estan situades a la sèrie anime original i les set restants al·ludeixen a Naruto: Shippūden. El 3 d'octubre de 2008, Sony posà a la venda un box set de DVDs contenint a les tres primeres pel·lícules.
La primera, Naruto: Batalla ninja a la Terra de la Neu, s'estrenà el 21 d'agost de 2004 al Japó. La seva versió en DVD sortí a la venda el 28 d'abril de 2005. La història explica la missió de l'Equip 7 en ser enviat a la Terra de la Neu, amb l'objectiu de protegir uns actors durant el rodatge de la nova pel·lícula de la princesa Fuun. Com a característica addicional, aquesta pel·lícula va ser acompanyada per l'animació «El festival esportiu de Konoha». Als Estats Units s'estrenà el 6 de setembre de 2007. La següent, Naruto: La llegenda de la pedra de Gelel, es va estrenar al seu país d'origen el 6 d'agost de 2005; el seu argument se centra en Naruto, en Shikamaru i la Sakura durant una missió ninja enmig d'una guerra en la qual estan involucrats alguns membres de la Vila Oculta de la Sorra i un gran nombre de guerrers. A diferència de la seva predecessora, no es va estrenar als cinemes dels Estats Units, sinó que es sortí a la venda directament en format de vídeo. A mitjans de juliol es va emetre per Cartoon Network, i es va posar a la venda un parell de mesos després en DVD. La tercera pel·lícula, amb el nom de Naruto: Pànic animal a l'illa de la Lluna estrenada el 5 d'agost de 2006, tracta sobre com en Naruto, la Sakura, en Lee i en Kakashi són assignats per protegir el futur príncep del País de la Lluna, Hikaru Tsuki. La traducció anglesa de la pel·lícula va ser estrenada per Cartoon Network, la qual es va estrenar en DVD l'11 de novembre de 2008.
La primera pel·lícula de la seqüela Naruto Shippūden, Naruto Shippūden: La pel·lícula, sortí el 4 d'agost de 2007 i tracta sobre una missió ninja on en Naruto té la tasca de protegir el sacerdot Shion, qui començà a tenir visions de la seva mort. Finalment,Naruto Shippuden: Vincles, s'estrenà el 2 d'agost de 2008; la seva trama descriu l'atac del País del cel de la Vila Oculta de la Fulla. Per aturar atacs futurs, en Sasuke i en Naruto tornen a col·laborar conjuntament. El 2009, la pàgina web del desè aniversari de Naruto anuncià oficialment una tercera pel·lícula, Naruto Shippūden: Els Hereus de la Voluntat de Foc, estrenada l'1 d'agost de 2009.
Per a conmemorar el quinzè aniversari de la saga, el 6 de desembre de 2014 es va estrenar al Japó la setena pel·lícula de Naruto Shippuden, anomenada: El final: Naruto, la pel·lícula. Se situa entre el penúltim i últim capítol del manga, cosa que fa que sigui una de les primeres pel·lícules que forma part oficial de la història original del manga.
Totes les pel·lícules de Naruto s'han doblat al català, les quals es van estrenar a la plataforma AnimeBox el 7 de juliol de 2023.

### Novel·les
Hi ha dues novel·les lleugeres de Naruto, escrites per Kusakabe Masatoshi i publicades per Shūeisha i Viz Media, al Japó i els Estats Units, respectivament. La primera de les novel·les, «Nen de blanc, dimoni del vent de la sang», es basa en la primera saga de la sèrie i es llançà el 16 de desembre de 2002 al Japó i el 21 de novembre de 2006 a Amèrica del Nord. La segona novel·la, «Batalla en la cascada oculta: Jo sóc l'heroi!», està basada en la segona OVA de l'anime i es publicà el 15 de desembre de 2003 al Japó, arribant als Estats Units el 16 d'octubre de 2007. Viz Media ha començat a enviar noves novel·les anomenades Llibres de Capítols, redactades per Tracey West. Aquestes obres comptaran amb il·lustracions del manga, però a diferència d'aquest, les novel·les estaran dirigides a nens d'entre 7 i 10 anys. Les dues primeres novel·les d'aquesta sèrie van ser publicades el 7 d'octubre de 2008; una cinquena es va anunciar a principis de 2009. També s'han escrit novel·les basades en les pel·lícules de la sèrie.

### Videojocs
Els videojocs de Naruto han aparegut en diverses videoconsoles de Nintendo, Sony, Microsoft i Bandai. El primer videojoc que va sortir és Naruto: Clash of Ninja, llançat al Japó el 19 de desembre de 2002 per la portàtil Nintendo GameCube. Tot i que ha sortit una gran quantitat de joc de Naruto, no va ser fins al 17 de novembre de 2005 amb les sèries Naruto: Gekitou Ninja taisan i Naruto: Saikyo Ninja Daikesshu que van sortir del Japó, concretament a l'Amèrica del Nord sota els títols de Naruto: Clash of Ninja i Naruto: Ninja Council, respectivament. Així, aquests títols són considerats com els primers de Naruto a ser comercialitzats oficialment fora del Japó. A més, resulta destacable que en ambdós van participar els actors de doblatge de la versió anglesa de l'anime. Existeix també un videojoc llançat per la Xbox 360, Naruto: Rise of a Ninja i una versió semblant encara que amb característiques totalment diferents per al Playstation 3, la qual va ser desenvolupada per CyberConnect2 i Namco. Aquest darrer era conegut originalment com a «Naruto: PS3 Project», però finalment va rebre el títol de Naruto: Ultimate Ninja Storm.

### Joc de cartes
El joc de cartes col·leccionables de Naruto (ナルト-カードゲーム, Naruto KADO gêmu) és de Bandai i s'introduí per primera vegada al Japó el febrer de 2003. Bandai llançà el joc en anglès a Amèrica del Nord l'abril del 2006.
El joc es desenvolupa entre dos participants, que requereixen una baralla personalitzada de 40 cartes, un tauler de joc, algun element que funcioni com «marcador de torns» i un «full moneda per ninja», que s'utilitzen principalment per prendre decisions. En cada torn, ambdós jugadors poden utilitzar les seves targetes per realitzar diverses accions, com l'alteració de la targeta d'estadístiques i habilitats o mesurar el nivell d'acompliment de les diferents missions i tasques. El jugador també pot realitzar atacs en contra el seu oponent. Per guanyar, el jugador ha de guanyar deu «batalles recompensa» a través de les seves accions en el joc, o fer que l'altre jugador esgoti la seva ruta d'escapament.
Les targetes s'emeten per nom i en conjunt són anomenades «sèries», amb formes diferents, que alhora integren la baralla fixa. Cada joc inclou una baralla d'inici, el tauler de joc, un comptador de canvi, i un «"full de moneda per ninja». Les targetes addicionals estan disponibles en els 10 diferents jocs de cartes. A més, les cartes per a cada sèrie també estan disponibles en llaunes de col·lecció, que contenen diversos paquets de col·lecció i una promoció exclusiva de targetes dins d'una caixa metal·litzada. L'octubre de 2006, un total de 17 noves sèries van ser llançades al Japó, nombre que abasta a 417 cartes úniques. Dos anys després, deu d'aquestes sèries van ser llançades igualment a Amèrica del Nord.

### Art i guies
Com a part de la franquícia, també hi ha llibres suplementaris de Naruto tals com un artbook anomenat com «L'art de Naruto: Uzumaki», el qual conté la il·lustració del manga de la primera part. Aquesta obra va ser llançada tant al Japó com als Estats Units. La segona part del manga fou represa per dos artbooks, amb els noms de «Paint Jump/Art de Naruto» i «Il·lustracions de Naruto», llançats per Shūeisha el 4 d'abril de 2008 i el 3 de juliol de 2009, respectivament. Una sèrie de databooks per a la primera part, titulats Hiden: Rin no Sho - Kyarakutā ofisharu deta book (秘伝臨の書キャラクターオフィシャルデータBOOK, Volum 1 «Secret: Escrit de la confrontació Data book oficial de personatges») i Hiden: to No Sho - Kyarakutā ofisharu deta book (秘伝闘の書キャラクターオフィシャルデータBOOK, Volum 2 «Secret: Escrit de la baralla Data book oficial de personatges»), varen ser llançats només al Japó. El tercer databook, Hiden: Sha no Sho - Kyarakutā ofisharu deta book (秘伝者の書-キャラクターオフィシャルデータBOOK, Volum 3 «Secret: Escrit de les persones Data book oficial de personatges»), va ser llançat el 4 de setembre 2008, i adaptà la segona part del manga. Aquests llibres contenen els perfils del personatge, les guies dels jutsus i els esbossos creats per Kishimoto. Per l'anime, una sèrie de llibres guia (anomenats Animation book) també foren llançats; aquests contenen informació sobre la producció dels episodis de l'anime al costat d'una explicació dels dissenys dels personatges.

## Recepció

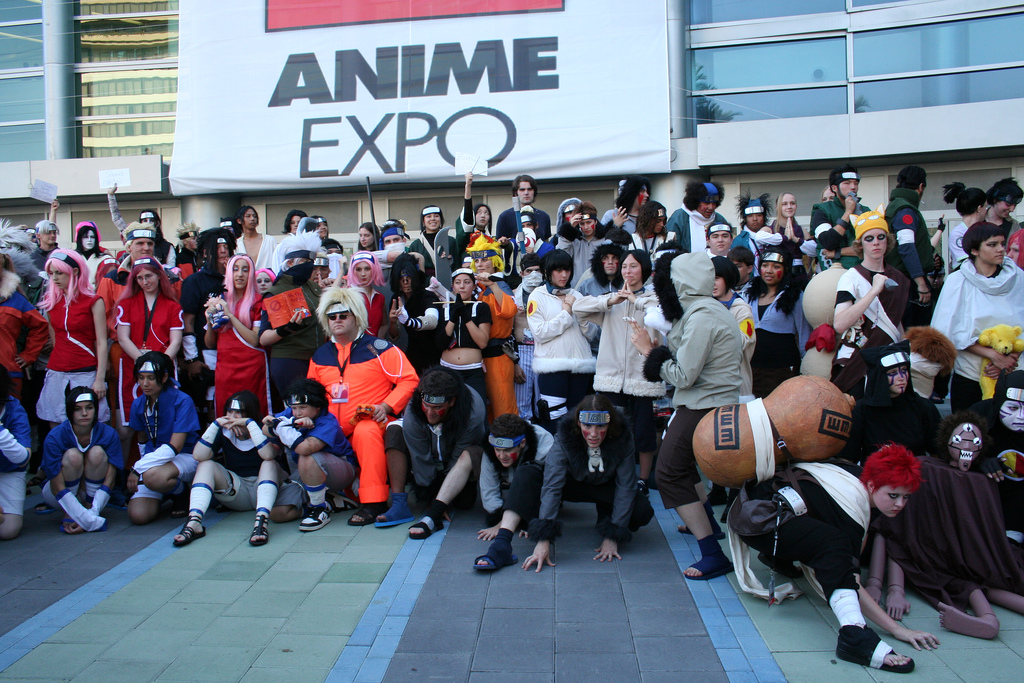
Cosplay de Naruto en Anime Expo 2006.

En termes generals, Naruto ha tingut una molt bona recepció comercial tant al Japó com als Estats Units. A partir del volum 36, ha venut més de 71 milions de còpies al seu país d'origen. Durant el 2008, es va vendre una xifra propera als dos milions d'exemplars del volum 43, per la qual cosa és considerat com un dels deu mangues més venuts en el mateix territori. Encara que els volums 41, 42 i 44 també van estar dins dels 20 principals, cadascun d'ells va vendre menys exemplars que l'esmentat anteriorment. En total, el manga va vendre 4.261.054 còpies al Japó durant el 2008, convertint-se en la segona sèrie més venuda, així com en una de les més reeixides de Viz Media, representant gairebé el 10% del total de les vendes produïdes en la indústria durant el 2006. El setè volum, llançat per Viz Media, es convertí en el primer volum de manga a guanyar un Premi Quill després d'haver reivindicat el premi a la «Millor novel·la gràfica» de l'any 2006. El manga també figurà en la llista de les obres més llegides d'USA Today (destacant el volum 11), fins que va ser superat pel volum 28 que va aconseguir la 17a posició en la seva primera setmana de llançament, el març de 2008. El volum 28 tingué el millor debut comercial durant la seva primera setmana, sent també el volum més venut del 2008. Durant la seva emissió, el volum 29 es classificà en el 57è lloc, mentre que el volum 28 baixà fins al 139. L'abril de 2007, el volum 14 va ser reconegut com el «Manga Rústic per Comerç de l'Any», atorgat per Diamond Comic Distributors a Viz Media. A partir de 2008, es convertí en el principal manga dels Estats Units, amb 31 volums publicats fins aquell període, mentre que la paraula «Naruto» va ser un dels deu termes més buscats a la comunitat de Yahoo! durant 2007 i 2008.

Símbol de konoha, un dels principals escenaris de Naruto i llar dels protagonistes. El seu líder ostenta el títol d'Hokage, assignat al millor ninja. Geogràficament, la vila està totalment emmurallada i en el seu centre es troba una gran muntanya en la vessant on hi ha tallades les cares de tots els Hokages.

Malgrat el seu immillorable pas pel mercat internacional, Naruto ha obtingut crítiques dividides de part de diversos experts en la indústria. Per exemple, per AE Sparrow, del lloc IGN, alguns volums del manga se centren només en certs personatges. Aquest factor pot ocasionar que la seva audiència creixi considerablement després del llançament d'un nou volum. A més, felicità la forma en què Kishimoto combina les escenes de combats amb la comèdia esporàdica i l'art visual. No obstant això, la revista Neo descriu a Naruto com un personatge «irritant», atribuint una «malaltissa addicció». Al seu torn, Carl Kimlinger, d’Anime News Network, elogià el disseny dels personatges de la sèrie, ja que cadascun aconsegueix projectar correctament les seves emocions individuals. Això no obstant, assenyalà que totes les personalitats són «molt burres». Després de manifestar el seu grau de respecte a com demostren «la maledicció amb frescor» durant les escenes de combat, Kimlinger va esmentar igualment que en alguns volums hi ha tantes baralles que impossibiliten l'adequat desenvolupament de la història.
Pel que fa a la segona part, l'inici de la mateixa va ser elogiada durant una avaluació feta per Casey Brienz, qui observà el progrés dels personatges en la seva aparença i en les seves habilitats. També lloà l'equilibri entre la trama i les escenes d'acció, la qual cosa resultà en «el gaudi dels lectors», per finalment afegir que «no tots els volums tenen sempre la mateixa qualitat». Briana Lawrence de Mania Entertainment, afegí que «la continuació del manga se sent una mica més adult, ja que la majoria dels personatges creixen, tot i així encara hi ha suficients escenes còmiques a la sèrie». A manera de crítica negativa, les traduccions fetes per Viz Media varen ser descrites com «inconscients» a causa de la mala traducció d'alguns termes japonesos a l'anglès, mentre que altres paraules simplement es van deixar intactes. En l'última enquesta dels 100 millors animes efectuat per TV Asahi, Naruto es va classificar en el lloc número 17, catalogat freqüentment com un dels animes més vistos al Japó. Així mateix, guanyà el premi a «Millor programa animat de llarga durada» en els Premis Third UStv, celebrats a la Universitat de Sant Tomàs radicada a Manila, Filipines. A partir de la seva comercialització, la primera de les recopilacions en DVD (que conté tretze episodis) va ser nominada en els Premis American Anime per «millor disseny d'empaque». Igualment, la franquícia classificà com una de les tres més reeixides comercialment del 2008.

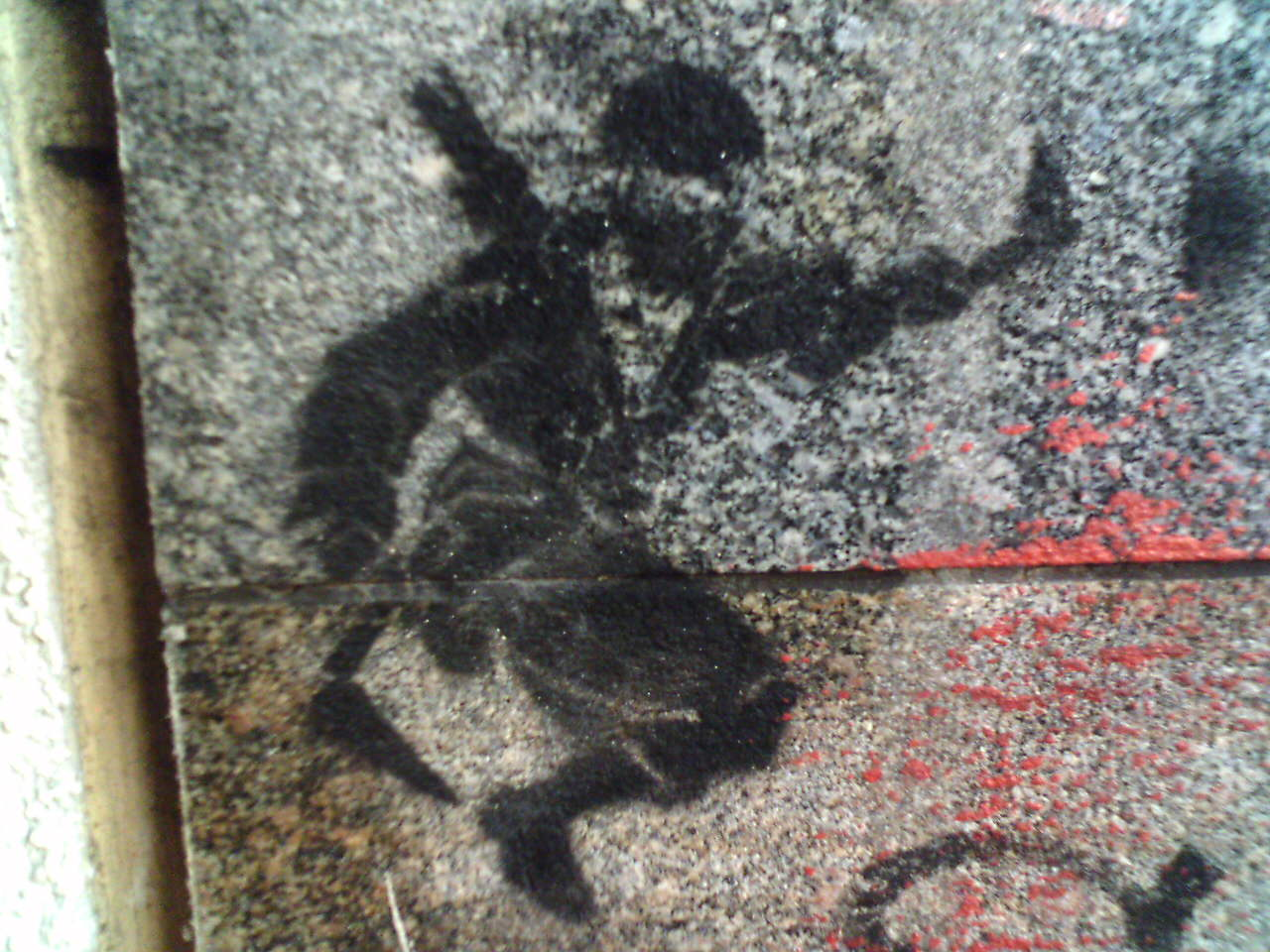
Naruto ha estat criticat en diverses ocasions per la seva violència. Alguns consideren que les escenes de combat entre els personatges són un dels elements més importants, ja que «al·ludeixen als orígens del manga». Fins i tot, han estat catalogats com emocionants. Per tal de suavitzar el contingut, Viz Media ha optat per censurar diverses seqüències, la qual cosa l'ha portat a ser durament criticat pels seguidors de la franquícia.

En algunes enquestes, diverses assenyalaren que l'objectiu principal de la sèrie són els combats, ja que consideren que les escenes de lluita al·ludeixen els orígens de Naruto. Tot i que la musicalizació introduïda a cada combat obtingué avaluacions positives, els enquestats manifestaren que, de vegades, era molesta doncs feia que els diàlegs entre els personatges resultessin inaudibles. En aquest mateix àmbit, Active Anime elogià els diferents combats, catalogant a gran part d'aquests com emocionants, ja que «els personatges tenen raons molt importants per guanyar». Igualment, descrigué com un element imprescindible a la comèdia produïda dins de les mateixes escenes. Contràriament, avaluà negativament la promoció inherent de la violència, assenyalant que amb això trenca els «conceptes estereotipats shone». Igual que els combats, la banda sonora va ser elogiada per jugar un rol important en el context de cada escena. Christina Carpenter de THEM Anime, va dir que considera els personatges de la sèrie com «simpàtics», considerant a Kishimoto com «un artista mitjà». Tanmateix, i fent ús d'un to burlesc, criticà el pobre l'estil artístic en la transició del manga a la sèrie animada. Malgrat això, el segon revisor de THEM Anime, Derrick L. Tucker, va admetre que quan els animadors estaven en el seu millor moment, van produir «representacions artístiques que deixen més que satisfets als aficionats del manga». Així mateix, afegí que mentre els personatges combatien, Naruto es tornà entretingut, però com a conseqüència la trama s'estancà durant un temps indefinit. La seva conclusió va referir a l'animació com «una barreja».
Pel que fa a altres elements derivats d'ambdues sèries, alguns crítics van definir a la segona OVA com un «tir de gràcia» per als primers episodis de la sèrie Naruto. El crític d'Anime News Network la va catalogar com «dolenta». Per la seva banda, Todd Douglass Jr de DVDtalk.com comentà que l'OVA era bona, «però encara no té la profunditat que la història de la sèrie ofereix». A causa del fet que el format original de l'anime està dirigit específicament al públic adolescent, i davant la introducció de diverses escenes amb un alt nivell de violència, Viz Media s'ha donat a la tasca d'editar i censurar diversos segments per tal de «suavitzar el seu contingut i difondre'l a audiències de totes les edats»; com a conseqüència, la companyia nord-americana ha estat durament criticada.